# هيو ويلسون (لاعب كريكت)
هيو ويلسون (17 أغسطس 1958 في المملكة المتحدة - ) (بالإنجليزية: Hugh Wilson)‏ هو لاعب كريكت بريطاني. لعب مع نادي مقاطعة سري للكريكت ‏ ونادي مقاطعة سومرست للكريكت ‏ ونادي الشماليين للكريكت ‏.

## وصلات خارجية
- هيو ويلسون على موقع إي آس بي آن كريك إنفو (الإنجليزية)